# Simon of Pattishall (Richter)
Simon of Pattishall (auch Pateshull) († um 1217) war ein englischer Richter. Er war der führende Richter seiner Zeit und deshalb als erster Chief Justice of the Common Pleas.

## Aufstieg zum königlichen Richter
Simon of Pattishall stammte aus Pattishall in Northamptonshire, wo seine Familie ein Lehen der Honour von Wahull besaß. Simon of Pattishall wird erstmals 1190 erwähnt, als er heimgefallene Kronlehen in Northamptonshire verwaltete und als königlicher Richter diente. 1191 wurde er Verwalter von Northampton Castle. Pattishall stand offenbar im Dienst von Geoffrey fitz Peter, der von 1190 bis 1194 Sheriff von Northamptonshire war und später königlicher Justiciar wurde. Von 1193 bis 1194 diente Pattishall als Nachfolger von Geoffrey fitz Peter als Sheriff von Essex und Hertfordshire. Nachdem König Richard I. aus der Gefangenschaft freigekommen war, ernannte er Pattishall 1194 zum Sheriff von Northamptonshire. Dazu diente er während der Herrschaft von Richard I. und von dessen Nachfolger Johann Ohneland als reisender Richter sowie als Richter am Court of Common Pleas in Westminster.

## Richter unter Johann Ohneland
Bis zur Herrschaft von Johann Ohneland war die Verwaltung des Schatzamts und die Justiz noch nicht getrennt. Deshalb diente Pattishall nicht nur als Richter, sondern musste sich auch häufig mit finanziellen Fragen beschäftigen. 1198 und 1200 erhob er mit die Carucage, 1198 war er mit für die Besteuerung der Juden in England verantwortlich. 1213 gehörte er dem Ausschuss an, der die Beschädigungen an Kirchen im Erzbistum Canterbury erfassen sollte, die während des über England verhängten Interdikts erfolgt waren. Wenn Johann Ohneland in England war, war auch Pattishall regelmäßig am Königshof. 1203 hatte Pattishall sein Amt als Sheriff niedergelegt, und 1207 sein Amt als Richter am Court of Commons Pleas. Stattdessen gehörte er nun zu den höheren Richter mit speziellen Aufgaben. 1210 nahm er am Feldzug des Königs nach Irland teil, wo er die Einführung des englischen Rechtssystems unterstützen sollte. Schließlich galt er als der wichtigste der fünfzehn ständigen königlichen Richter. Doch selbst Pattishall hatte Konflikte mit Johann Ohneland. 1207 verurteilte der König ihn und einen weiteren Richter zur Zahlung einer Geldstrafe von 100 Mark, weil sie ein Gerichtsverfahren mit einem Vergleich beendet hatten. Allerdings wurde ihnen später die Strafe erlassen. Als im Frühjahr 1215 eine Adelsopposition gegen den König rebellierte, befahl der König die Beschlagnahmung des Grundbesitzes von Pattishall, wobei unklar ist, ob Pattishall die Rebellen unterstützte oder ob seine Besitzungen in von den Rebellen kontrollierten Gebieten lagen. Nachdem der Abt von Woburn Abbey sich zugunsten von Pattishall eingesetzt hatte, nahm der König ihn am 20. Mai wieder in seine Gunst auf, und vor Dezember 1215 hatte er seine Besitzungen zurückerhalten. Vor März 1216 diente er wieder als Richter in Northamptonshire. Er starb etwa 1217. Sein Nachfolger als Richter wurde sein Schreiber Martin of Pattishall, der wahrscheinlich nicht mit ihm verwandt war.

## Aufbau eines umfangreichen Landbesitzes
Durch seinen Dienst als Richter konnte Pattishall seinen Landbesitz wesentlich, aber nicht übermäßig erweitern. Er besaß schließlich fast sechs Knight’s fee sowie weitere kleine Besitzungen mit dem Zentrum in seinem Heimatdorf Pattishall, dazu besaß er Häuser in Northampton und Stamford. Johann Ohneland übergab ihm schließlich das Gut von Rothersthorpe in Northamptonshire sowie die Verwaltung von verschiedenen königlichen Besitzungen, darunter 1212 Fotheringhay Castle, das er zusammen mit Walter of Preston verwalten sollte.

## Ehe und Nachkommen
Pattishall hatte eine Anne geheiratet, deren Herkunft unbekannt ist. Mit ihr hatte er mindestens zwei Söhne:
- Walter of Pattishall († 1231 oder 1232)
- Hugh of Pattishall († 1241)

Vor seinem Tod tätigte Pattishall Schenkungen zugunsten von Pipewell Abbey. Sein Haupterbe wurde sein ältester Sohn Walter.